# Gheorghieni
Gheorghieni (węg. Györgyfalva) – wieś w Rumunii, w okręgu Kluż, w gminie Feleacu. W 2011 roku liczyła 1007 mieszkańców.